# Кочкома
Кочкома́ — посёлок и узловая железнодорожная станция в Сегежском районе Республики Карелия. Входит в состав Идельского сельского поселения.

## Общие сведения
Кочкома находится на автомагистрали М-18 «Кола» (Санкт-Петербург — Мурманск — норвежская граница).
Название по реке Кочкома, этимология последнего не вполне ясна.
В посёлке сохраняются памятники истории:
- Братская могила советских воинов, погибших в годы Великой Отечественной войны (102-й км шоссе Кочкома — Реболы). В захоронении покоится прах 550 советских бойцов Карельского фронта и партизан. В 1988 году на территории захоронения установлена вертикальная гранитная стела[4][5].
- Братская могила партизан отряда «Красный онежец» (168-й км шоссе Кочкома — Реболы). В могиле захоронено 19 бойцов отряда[6][5].
- Место подвига Героя Советского Союза Н. Г. Варламова (67-й км шоссе Кочкома — Реболы). Установлена стела из габбро-диабаза с портретом и памятной надписью[7][5].
- Могила неизвестного советского лётчика, погибшего в воздушном бою с противником в феврале 1943 года (152-й км шоссе Кочкома — Реболы)[8][5].

## Население
| 2002 | 2009 | 2010 | 2013 |
| ---- | ---- | ---- | ---- |
| 121  | ↘64  | ↗165 | ↘139 |

## Транспорт
В посёлке находится узловая железнодорожная станция Кочкома. Изначально она была построена В 1916 году на основном ходу Мурманской железной дороги.
В 1990-е годы началось строительство железной дороги «Кочкома — Ледмозеро». Оно финансировалось не министерством путей сообщения, а различными инвесторами, крупнейшими из которых были правительство республики Карелия и правительство Москвы. Линия длиной 123 км была открыта в декабре 2001 года. Предполагалось её электрифицировать в 2002 году, но электрификация была отложена сначала на 2005 год, а затем и на более поздний срок. По состоянию на 2014 год линия до сих пор не электрифицирована, но опоры установлены. На линии «Кочкома — Ледмозеро» нет пассажирского сообщения. Предполагалось, что дорога станет недостающим звеном в транспортном коридоре, связывающим север России (прежде всего Архангельск) через Костомукшу с Финляндией. Дорога в основном используется для транспортировки окатышей с Костомукшского горно-обогатительного комбината.

## Улицы
- ул. Гористая
- ул. Лесная
- ул. Набережная
- ул. Центральная